# Villa El Chocón

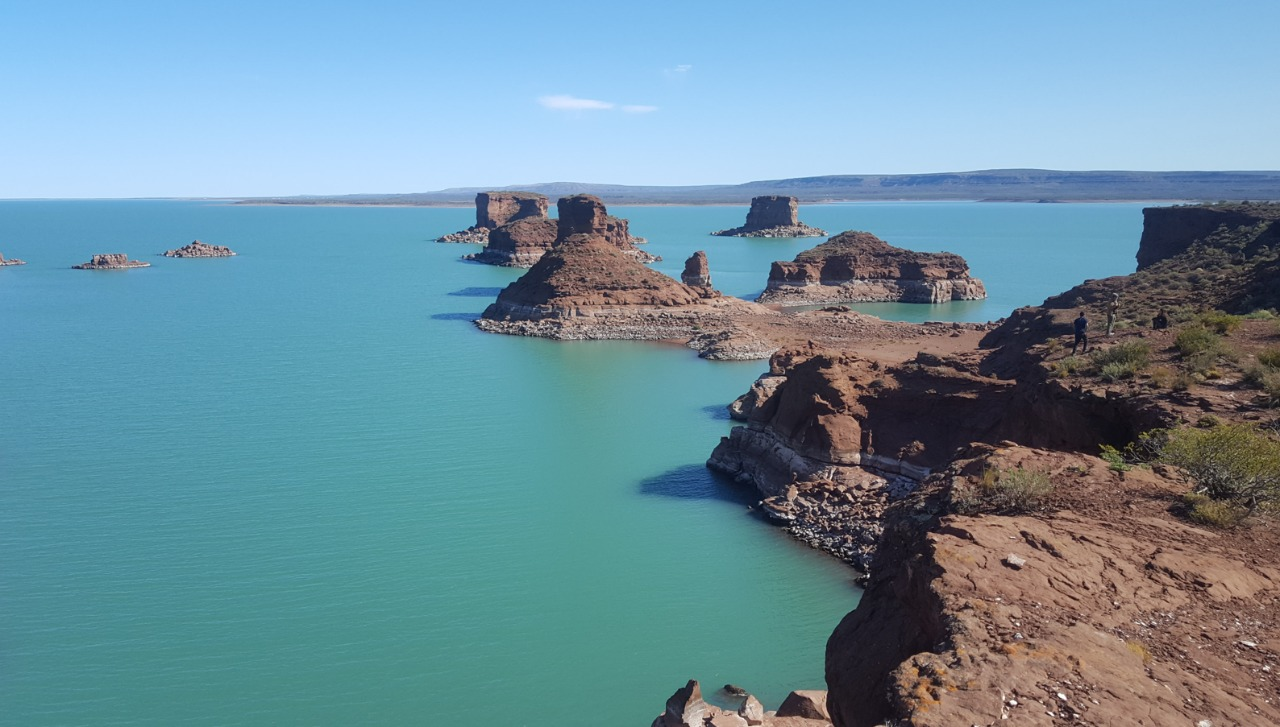
Los Gigantes - Villa El Chocón, Neuquén, Argentina. Se observa el bajo nivel del agua.

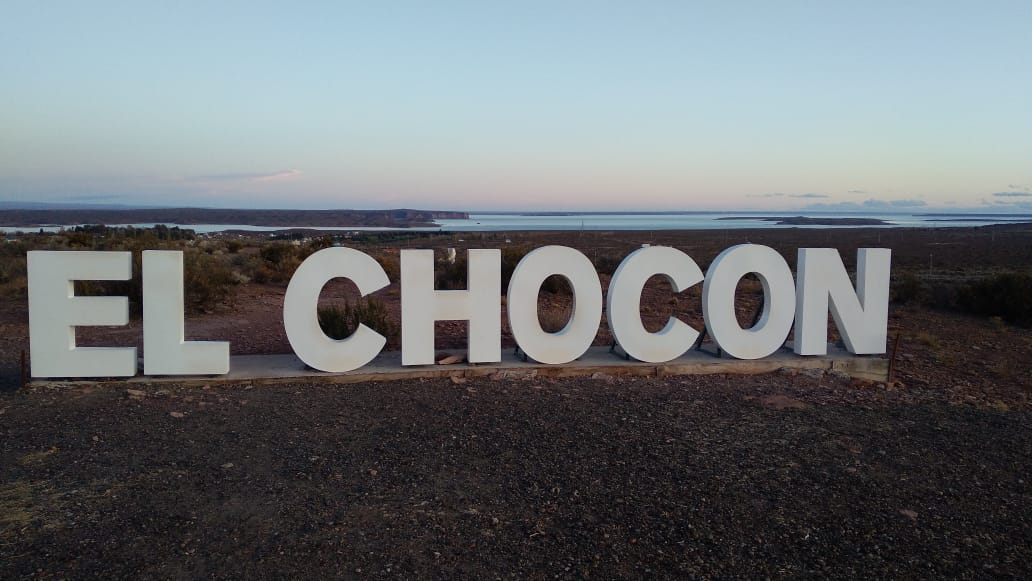
Cartel ubicado frente a Ruta Nacional N.º 237

Villa El Chocón es una localidad ubicada en el norte de la Patagonia extraandina. Administrativamente es un municipio de segunda categoría ubicado en el departamento Confluencia, provincia de Neuquén, Argentina. Surge a partir de la construcción del aprovechamiento hidroeléctrico El Chocón en el río Limay.

## Historia

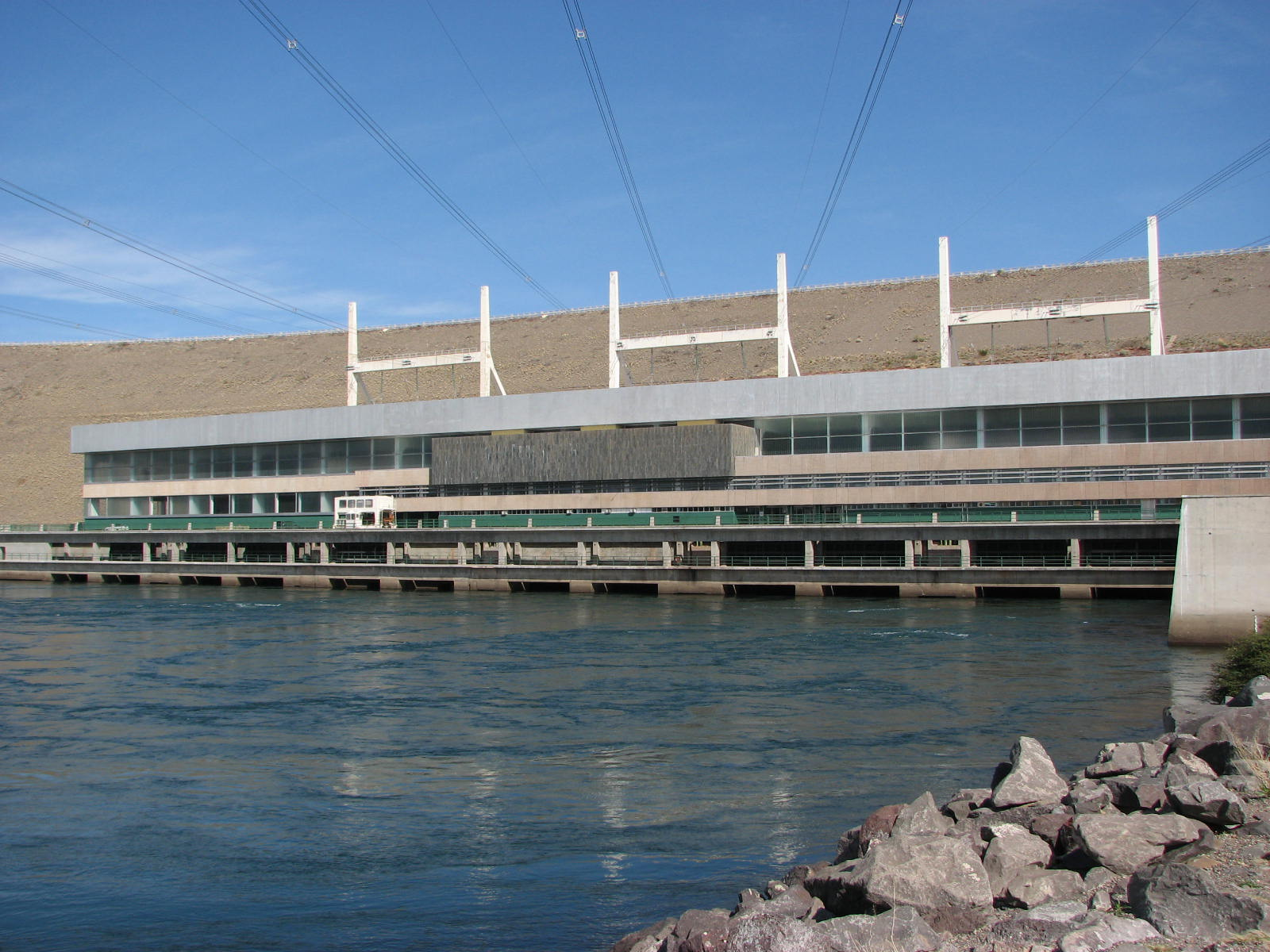
Central Hidroeléctrica El Chocón

En el año 1967 el gobierno nacional creó la empresa Hidroeléctrica Norpatagónica S.A. (HIDRONOR S.A) con el objetivo de desarrollar aprovechamientos hidroeléctricos sobre los ríos Limay y Neuquén.
Así, a finales del año 1968, HIDRONOR S.A. da inicio a las obras del Complejo Hidroeléctrico Chocón – Cerros Colorados. Se instalan los primeros obradores, campamentos y accesos. Por sus dimensiones y su potencia instalada El Chocón se convertiría en la pieza fundamental del sistema energético del país, por lo que muchos la bautizaron como la obra del siglo.
La construcción del Complejo cambió radicalmente la fisonomía del lugar, caracterizado por su paisaje semiárido con un poblamiento escaso y disperso, dedicado principalmente a la cría de ganado ovino y caprino. En poco tiempo fueron construidas la presa, la central, un enorme embalse y toda una villa con su infraestructura vial, sus viviendas y su equipamiento (iglesia, centro comercial, cívico, asistencial, deportivo). 
Al poco tiempo se fundó la primera escuela: escuela primaria N.º 26 Conquista del Desierto, teniendo como primera directora a Maria Rosa Miraglia. Gran parte de la zona se forestó y se pobló rápidamente. Durante el período 1968-1972, Villa El Chocón registró un flujo inmigratorio que le permitió superar los 5.000 habitantes, incorporando trabajadores provenientes de diversas provincias argentinas y de otras nacionalidades.
En el mes de diciembre de 1972 entró en servicio comercial la primera turbina de la Central El Chocón y las obras concluyeron en el año 1977 con la habilitación del sexto generador. Una vez finalizado el Complejo, comenzó a registrarse una disminución notable en la cantidad de habitantes.
En los años ´90 comenzaron las reformas que culminarán con una transformación estructural del sistema de servicios públicos en la Argentina que incluye, entre otras cosas, la privatización de HIDRONOR en 1993.
Creada originalmente como una pieza más del emprendimiento, Villa El Chocón pasa a jurisdicción provincial tras la concesión del complejo hidroeléctrico. Así, el Municipio de Villa El Chocón asume la custodia sobre la mayoría de las viviendas y diversas funciones como el mantenimiento de la infraestructura, los servicios de limpieza, etc., además se incorporan otros agentes como empresas privadas y públicas como prestadoras de servicios.

## Población
Contó con 1174 habitantes (Indec, 2010), lo que representó un incremento del 5,37% frente a los 957 habitantes (Indec, 2001) del censo anterior. La población se compuso de 579 varones y 595 mujeres, lo que arrojó un índice de masculinidad del 97.31%. En tanto, las viviendas pasaron de ser 241 a 498.
Según el censo 2022 se conoció una población dentro del municipio de 1 572 habitantes y 530 viviendas.Además, el censo dio a conocer datos de su composición poblacional (771 hombres 801 mujeres), población urbana que incluyó al distante barrio Llequén por primera vez, densidad y área urbana.
| Gráfica de evolución demográfica de Villa El Chocón entre 1991 y 2022 |
|                                                                       |
| Fuente: Censos nacionales del INDEC                                   |

.

## Barrios
Villa El Chocón se compone por cinco barrios: I, II, III, Piedras Coloradas y el Barrio Llequén.
Los barrios I, II y III fueron creados durante la construcción del aprovechamiento para los trabajadores y gendarmes, fundamentalmente. El barrio era asignado en orden jerárquico: el barrio I para los que tenían cargos más importantes, y así sucesivamente.
Estos barrios aprovechan las laderas de las colinas en donde está emplazada la localidad, siendo el barrio III el más alto y el II el más bajo. Las casas son todas muy parecidas entre sí: tienen forma rectangular, techos de tejas rojas y paredes blancas, patios con los límites bien marcados, y están muy cerca unas de otras. Las calles son muy estrechas y están asfaltadas. 
El barrio Piedras Coloradas, conocido mayormente como "140 lotes", está ubicado entre la zona del Hospital, la Policía y el barrio I, y es el más nuevo en términos de construcción y asentamiento poblacional.

## Equipamiento urbano
La localidad tiene Municipalidad, oficinas de informes turísticos y guiados, el Museo Paleontologico Municipal Ernesto Bachmann, una escuela de capacitación formal, escuela primaria y secundaria, una iglesia, un banco, biblioteca, locales comerciales, oficinas del Instituto de Seguridad Social del Neuquén (I.S.S.N.), correo, un juzgado de paz, un registro civil, baños públicos, una parada de ómnibus, un hospital, un cuartel de bomberos, una Comisaría, puestos de Gendarmería Nacional, guardafaunas, una delegación de Prefectura Naval, un gimnasio municipal, canchas de fútbol, tenis, básquet, tejo y bochas, una pileta de natación, campamentos, espacios verdes, una playa de arena blanca, un salón de usos múltiples, un anfiteatro, hosterías, cabañas, un restaurante, un albergue municipal, miradores, huellas de dinosaurios, oficinas del E.P.A.S. y del E.P.E.N., una Radio [FM 106.1] y la presa central hidroeléctrica.

La iglesia del Espíritu Santo es bastante particular: en ella habita, nuestra señora del chocon, patrona de los embalses argentinos. Por dentro tiene forma del arca de Noé, y contiene 20 banderas de los países de donde provinieron cada uno de los trabajadores de la presa. Por fuera, el techo llama la atención por su forma inclinada, como media olla, de color verde oscuro, que representa un salto de agua, además su campanario tiene forma de 1, aludiendo a un único dios. 

Entre los barrios II y III se encuentra un solo establecimiento en el cual funcionan las dos escuelas, la primaria N.º 26 y el C.P.E.M. N.º 9. A estas escuelas acuden todos los niños y adolescentes del pueblo. Enfrente De la escuela, hay una plaza con juegos.

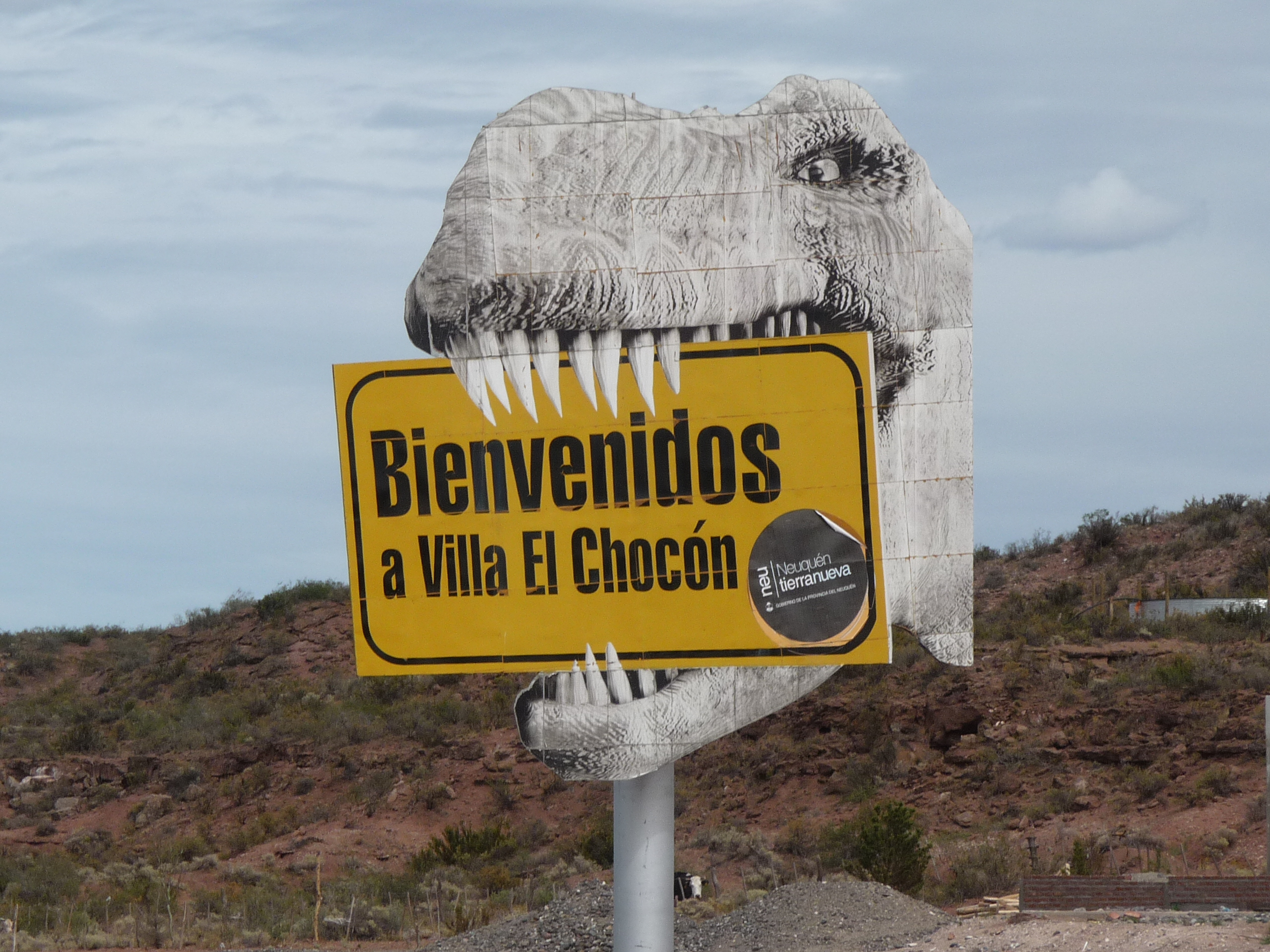
Cartel sobre la ruta cerca de la entrada a Villa El Chocón

## Actividad laborales y económicas

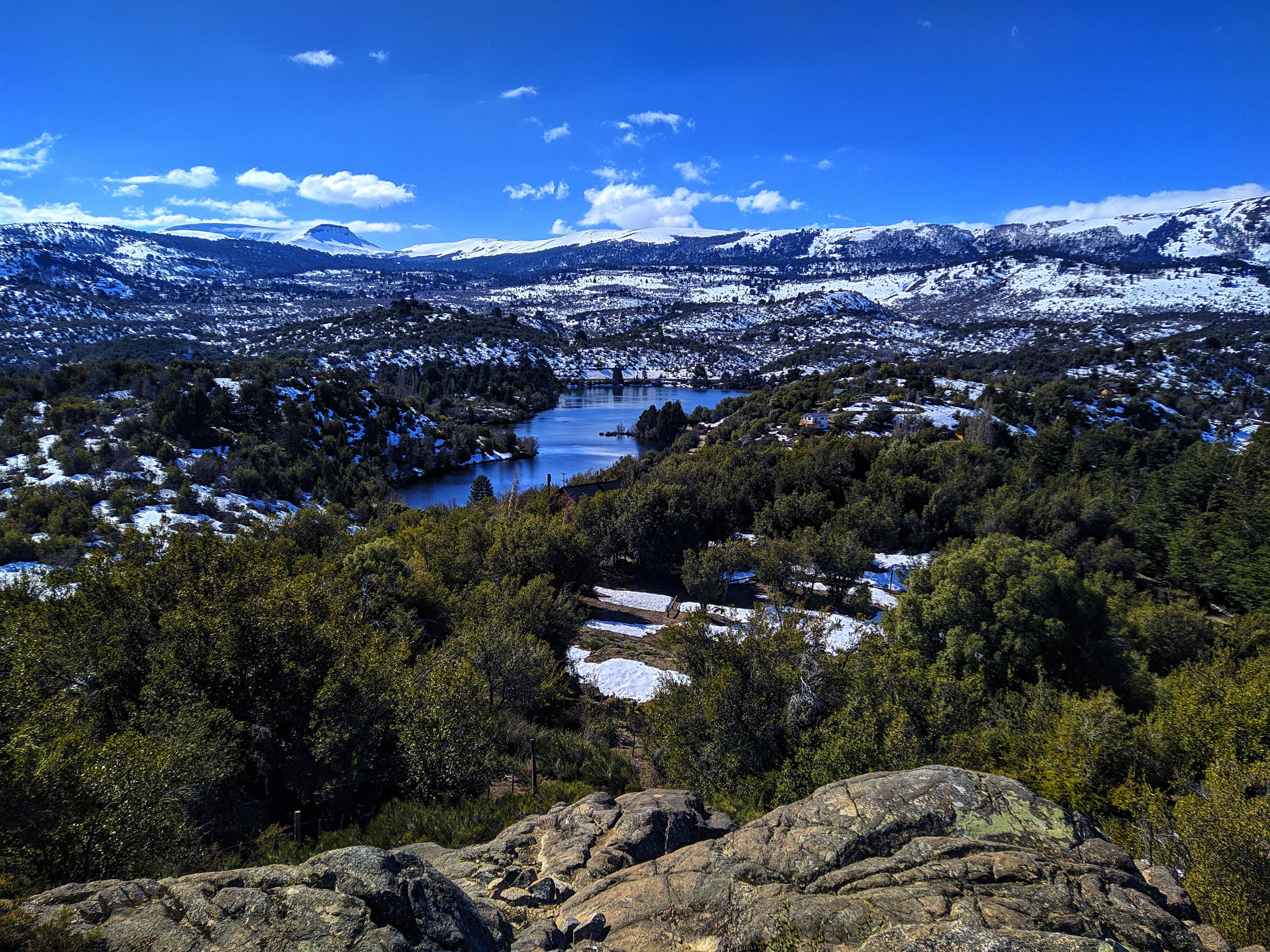
Tarde de primavera en las montañas

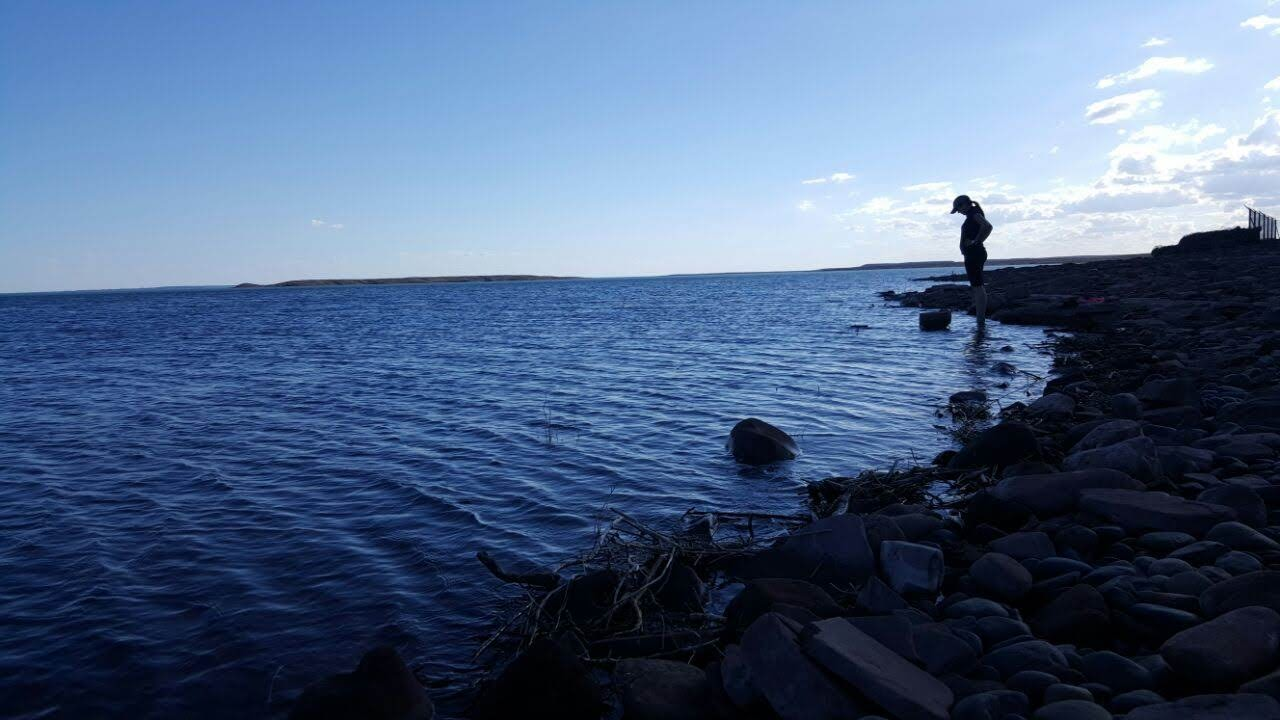
Tarde de verano en la orilla del lago

Los habitantes de Villa El Chocón trabajan fundamentalmente en la Municipalidad, en Gendarmería, en el Museo Paleontológico Ernesto Bachmann y en la Policía. Algunas personas tienen locales en el centro y otras van a Neuquén capital todas las semanas a realizar actividades allí, como la compra mayorista de suministros, trámites, servicios médicos y bancarios.

## Turismo y atracciones turísticas
Las atracciones turísticas de la villa son muchas, en variación a las distintas localidades de la provincia, como las cuales son: el museo paleontológico, la central/presa hidroeléctrica, los múltiples miradores, el recorrido del Cañadón Escondido, las huellas de "los gigantes", Los Gigantes (barda emblemática), el embalse y el faro.

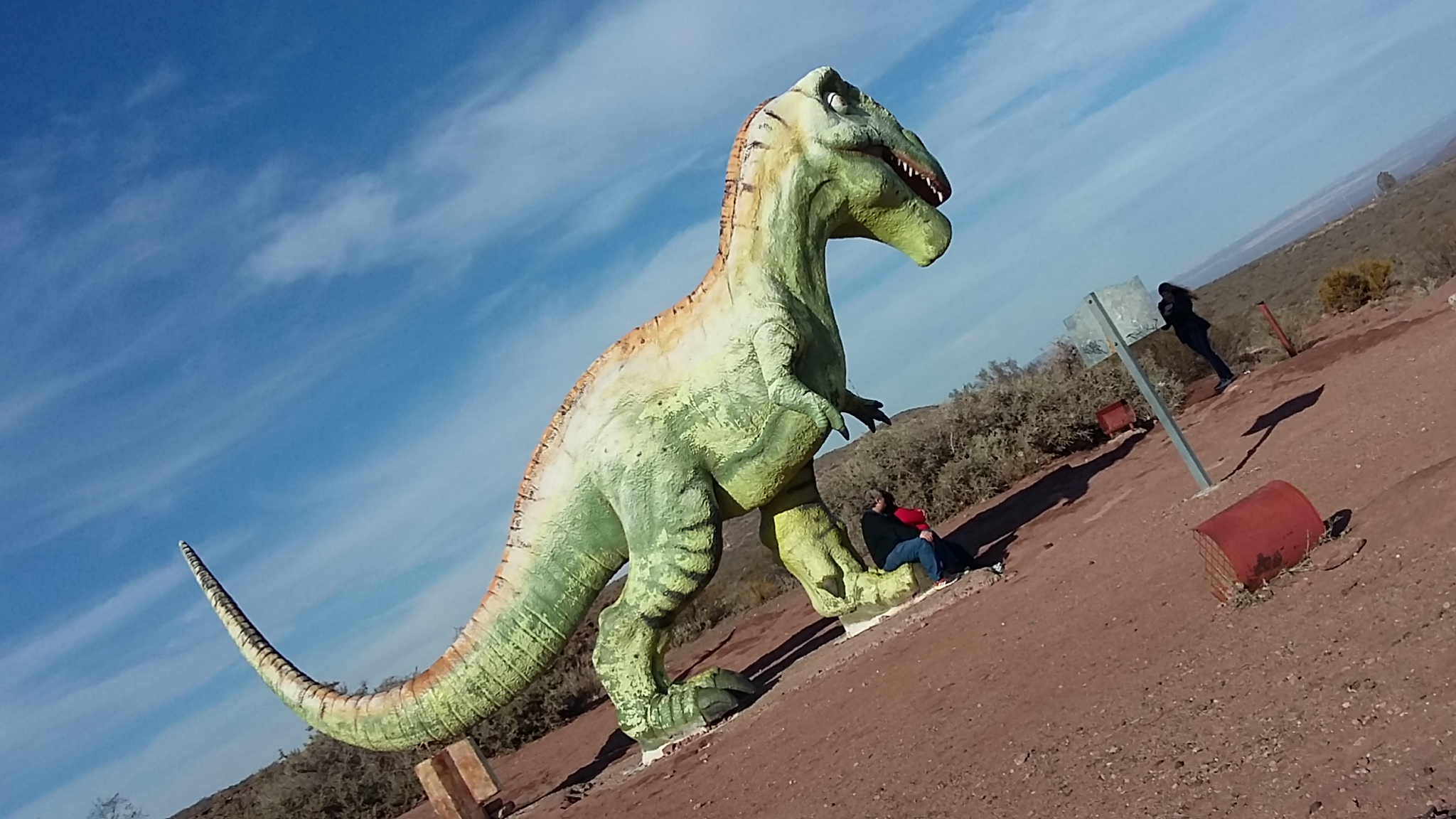
Camino de dinosaurios en el acceso a Villa El Chocón, Neuquén

### Paleontología

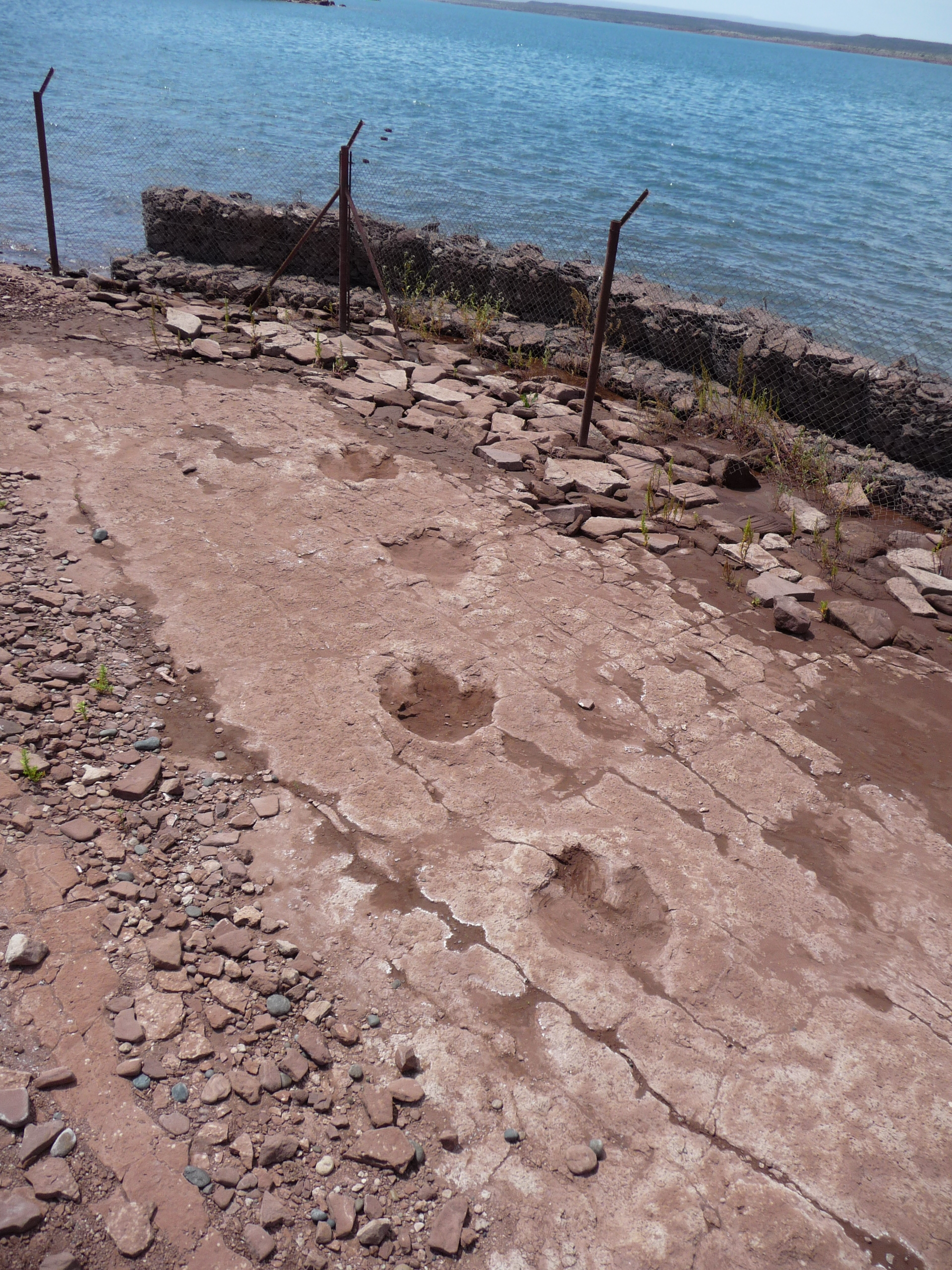
Huellas fósiles de dinosaurios halladas cerca de Villa El Chocón

El Museo Paleontológico Ernesto Bachmann se creó a partir del descubrimiento del Giganotosaurus carolinii, uno de los dinosaurios carnívoros más grandes del mundo, hallado el 25 de julio de 1993 por Rubén Darío Carolini, a 18 km al sudoeste de Villa El Chocón. Allí se exhiben los restos del espécimen mejor preservado de dicha especie. Se cree que alcanzaba longitudes de entre 12 y 13 metros, con un cráneo de posiblemente 1,56 metros de largo y un peso aproximado de entre 6 y 8 toneladas. El museo fue inaugurado el 19 de julio de 1997 y desde el 16 de marzo de 1999 lleva el nombre de “Ernesto Bachmann”, que era un aficionado a la paleontología. En el Museo se pueden observar, entre otras cosas, restos de otros reptiles fósiles, tanto terrestres como marinos, réplicas de fósiles, huellas de invertebrados fosilizadas (icnofósiles), el automóvil creado y utilizado por Rubén Carolini en sus exploraciones, así como restos arqueológicos, de pueblos originarios.

## El aprovechamiento hidroeléctrico
El Embalse Ezequiel Ramos Mexía sobre el río Limay tiene 80 metros de profundidad y 816 km², es el más grande de la Argentina, y es de materiales sueltos. 
La presa comenzó a ser construida en 1967 por la empresa nacional Hidronor S.A., y funciona desde 1972. Esta presa descarga un caudal máximo de 8.000 Metros cúbicos por segundo. Actualmente trabajan allí 28 personas que viven en la Villa, el resto de los trabajadores viven en otras localidades.